# 7-es busz (Mezőkövesd)
A mezőkövesdi 7-es jelzésű autóbuszvonal a Vajda János utca és a Dózsa György utca között húzódó helyi vonal volt, amelyet a Borsod Volán Zrt. üzemeltetett.

## Közlekedése
| Viszonylat                                | Indításszám     | Közlekedési rend          |
| ----------------------------------------- | --------------- | ------------------------- |
| Vajda János u. ford. – Dózsa György u. 3. | 4 oda, 3 vissza | tanítási napokon          |
| Vajda János u. ford. – Dózsa György u. 3. | 2 oda           | tanszünetben munkanapokon |

## Megállóhelyei
| 0 | Vajda János utca forduló végállomás | 0.0 km | 0 |
| 1 | Váci Mihály utca                    | 0.5 km | 1 |
| 2 | Egri utca 7.                        | 1.3 km | 2 |
| 3 | Cukrászüzem                         | 1.8 km | 3 |
| 4 | Szent László tér                    | 2.6 km | 4 |
| 5 | Gimnázium                           | 3.1 km | 5 |
| 6 | Dózsa György utca 3. végállomás     | 3.4 km | 6 |